# Аль-Джазира (футбольный клуб, Абу-Даби)
«Аль-Джази́ра» (араб. نادي الجزيرة‎; англ. Al Jazira), полное название Спорти́вный и культурный клуб «Аль-Джази́ра» (араб. نادي الجزيرة الرياضي الثقافي‎; англ. Al-Jazira Sports & Cultural Club) — эмиратский футбольный клуб из города Абу-Даби — столицы ОАЭ. Образован 19 марта 1974 года, путём слияния клубов «Аль-Халидия» и «Аль-Батин».
Домашние матчи проводит на стадионе «Мохаммед бин Зайед Стэдиум», вмещающей 42 000 зрителей. В настоящий момент выступает в Футбольной лиге ОАЭ. Четырежды становился чемпионом страны и один раз был финалистом национального кубка. Рекордсменом по количеству сыгранных матчей является Али Махбут (174 игры)

## Достижения
- Чемпион ОАЭ (3): 2010/11, 2016/17, 2020/21.
- Вице-чемпион ОАЭ (4): 2001/02, 2007/08, 2008/09, 2009/10.
- Финалист Кубка ОАЭ (1): 2002.
- Обладатель Клубного кубка чемпионов Персидского залива (1): 2007
- Обладатель Кубка Президента (3): 2011, 2012, 2016
- Обладатель Кубка Федерации (1): 2007
- Обладатель Кубка лиги ОАЭ (1): 2010
- Обладатель Суперкубка ОАЭ (1): 2021

## Тренеры
| Период     | Главный тренер       |
| ---------- | -------------------- |
| 1989—1993  | Николай Киселёв      |
| 1994       | Ахмед Аль-Наввал     |
| 1994—1995  | Николай Киселёв      |
| 1996—1998  | Джемалудин Мушович   |
| 1998—1999  | Ринус Исраэл         |
| 2000—2003  | Ян Верслейен         |
| 2004       | Андре Ветцель        |
| 2004—2005  | Сеф Вергоссен        |
| 2005—2006  | Вальтер Меувс        |
| 2006       | Анри Стамбули        |
| 2006—2007  | Ян Верслейен         |
| 2007—2008  | Ласло Бёлёни         |
| 2008—2011  | Абел Брага           |
| 2011—2012  | Франк Веркаутерен    |
| 2012       | Кайо Жуниор          |
| 2012—2013  | Паулу Бонамигу       |
| 2013       | Луис Милья           |
| 2013—2014  | Вальтер Дзенга       |
| 2014—2015  | Эрик Геретс          |
| 2015—2016  | Абел Брага           |
| 2016       | Али Алунайми         |
| 2016—2018  | Хенк тен Кате        |
| 2018       | Марсел Кейзер        |
| 2018       | Дамьён Хертог (и.о.) |
| 2018—2019  | Дамьён Хертог        |
| 2019       | Юрген Стреппел       |
| 2019—н. в. | Марсел Кейзер        |

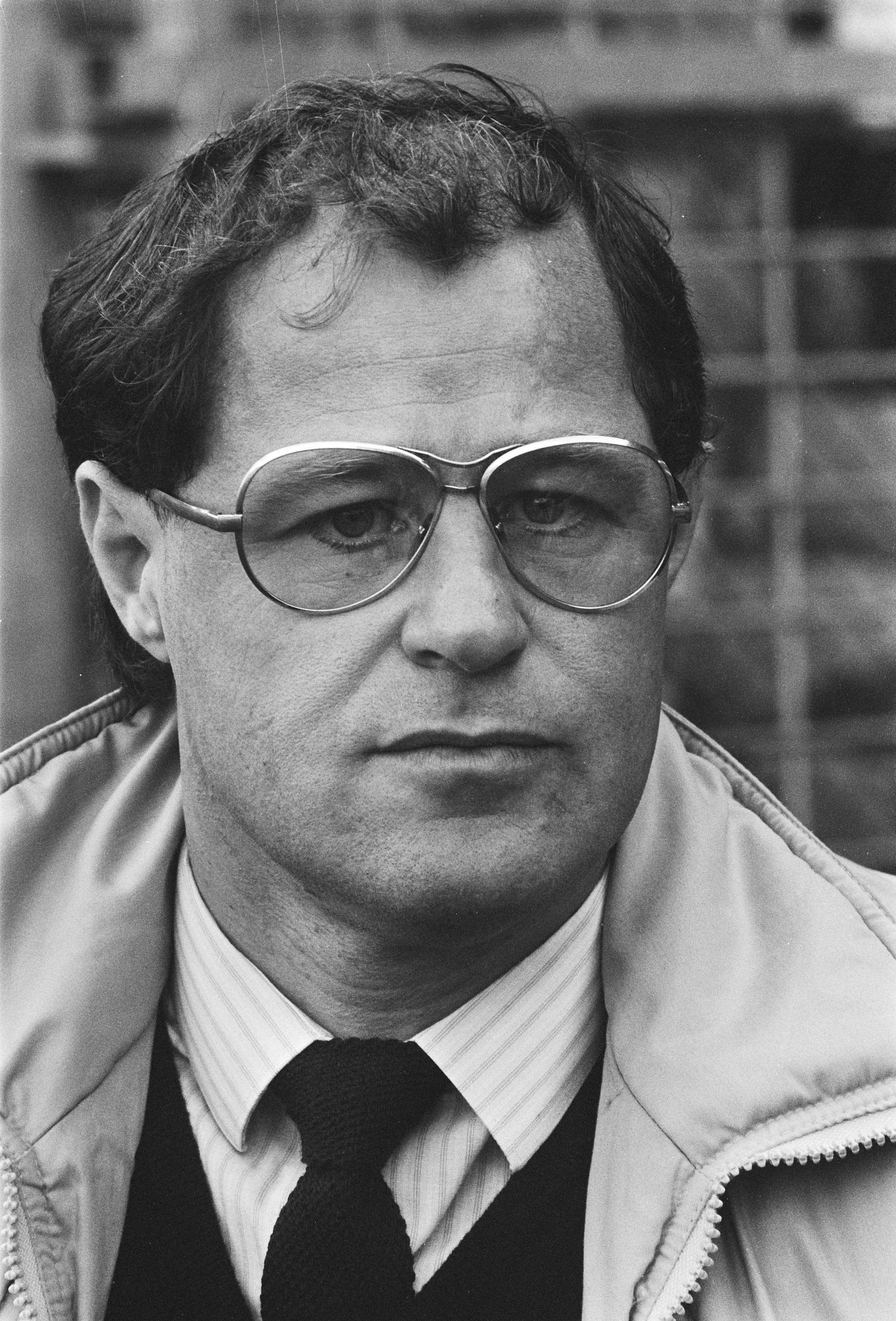
Ринус Исраэл тренировал «Аль-Джазиру» в 1998—1999 годах
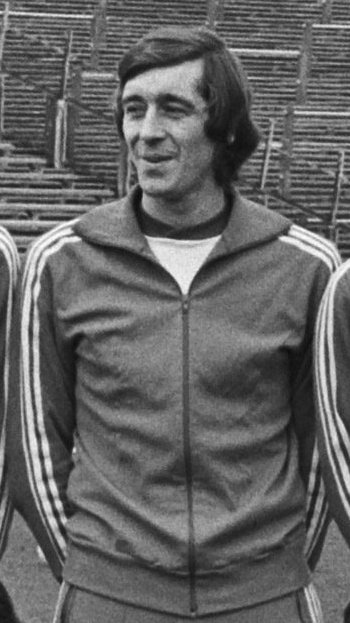
Вальтер Меувс тренировал «Аль-Джазиру» в 2005—2006 годах
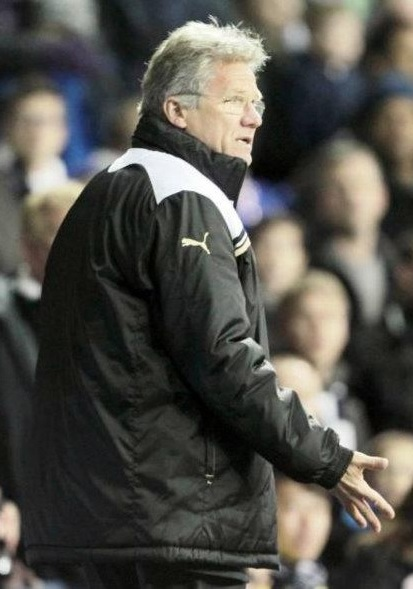
Ласло Бёлёни тренировал «Аль-Джазиру» в 2007—2008 годах
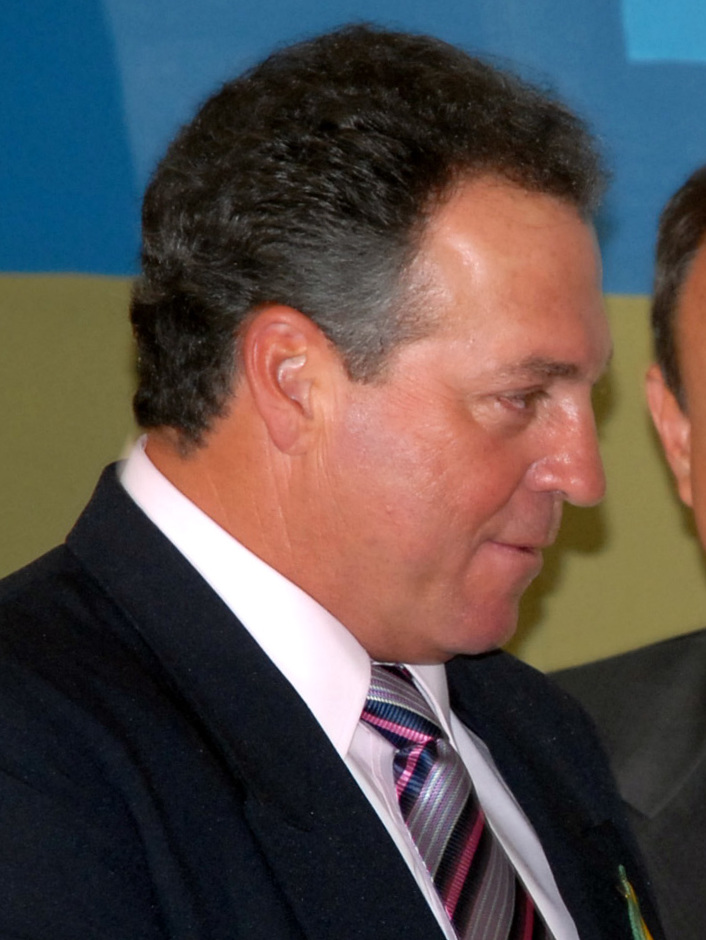
Абел Брага тренировал «Аль-Джазиру» в 2008—2011 годах
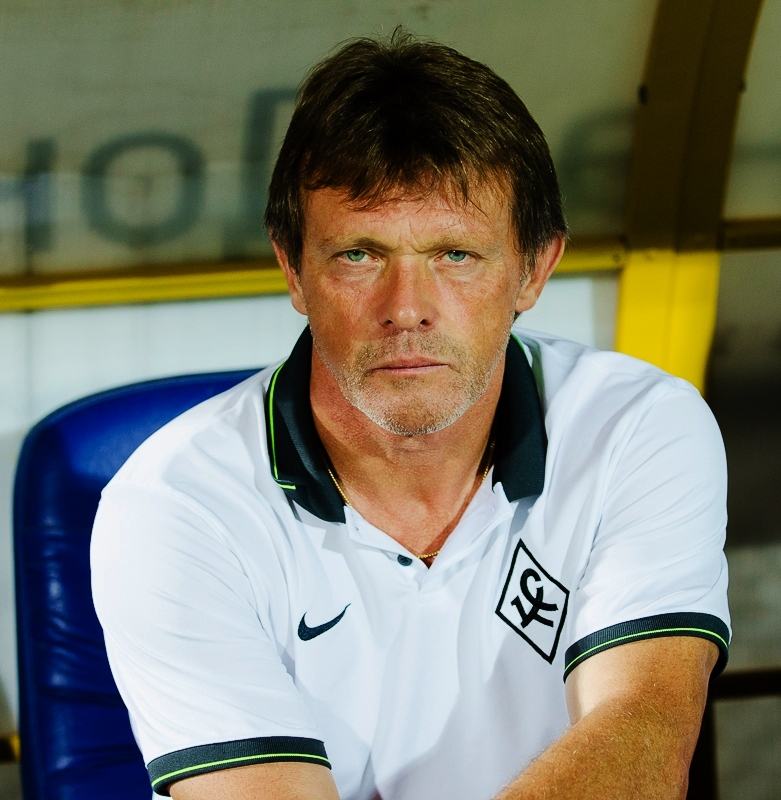
Франк Веркаутерен тренировал «Аль-Джазиру» в 2011—2012 годах
Кайо Жуниор тренировал «Аль-Джазиру» в 2012 году
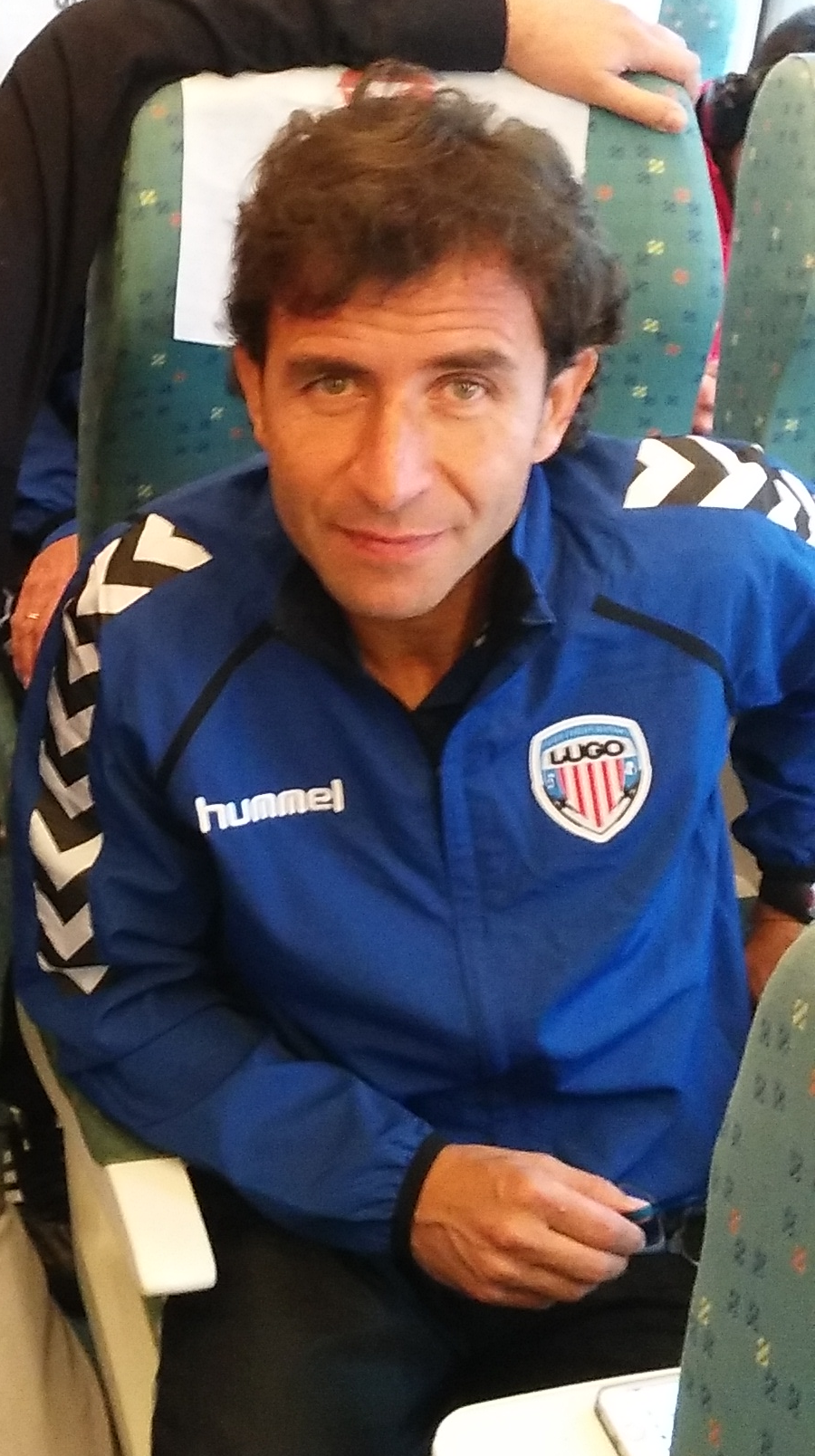
Луис Милья тренировал «Аль-Джазиру» в 2013 году
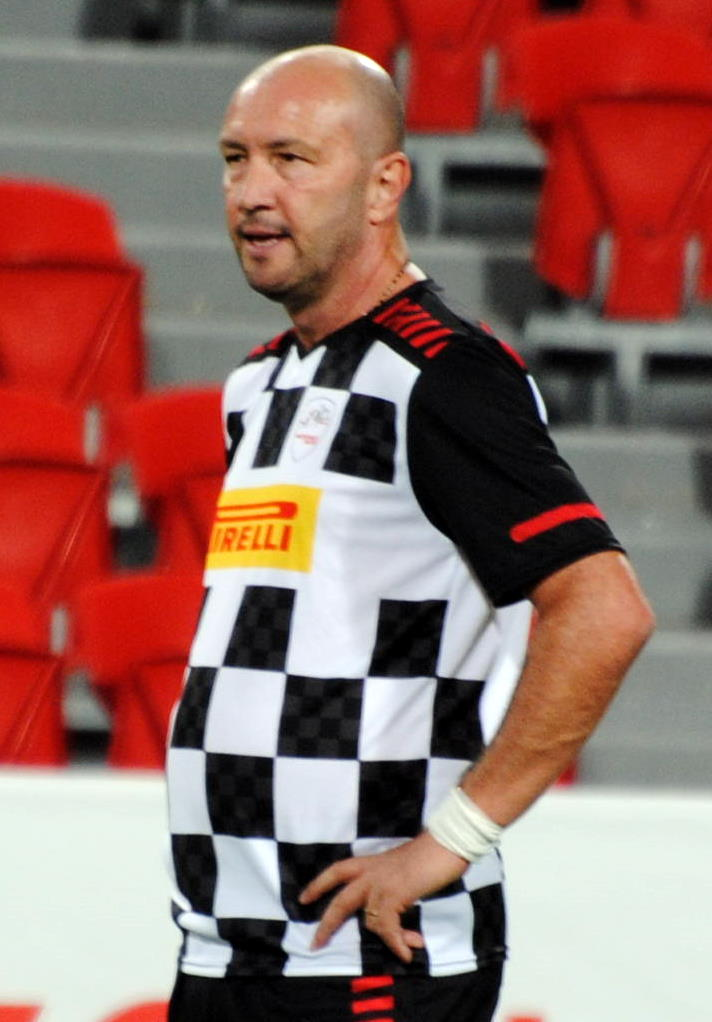
Вальтер Дзенга тренировал «Аль-Джазиру» в 2013—2014 годах
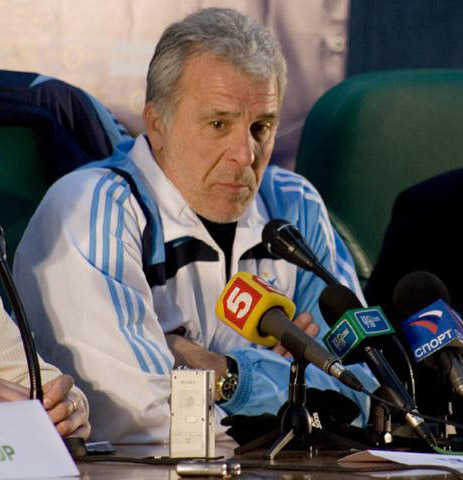
Эрик Геретс тренировал «Аль-Джазиру» в 2014—2015 годах
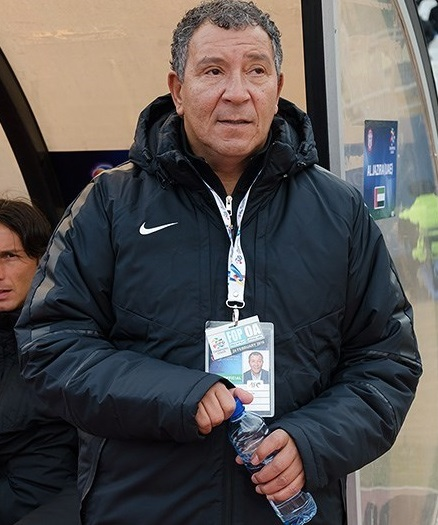
Хенк тен Кате тренировал «Аль-Джазиру» в 2016—2018 годах
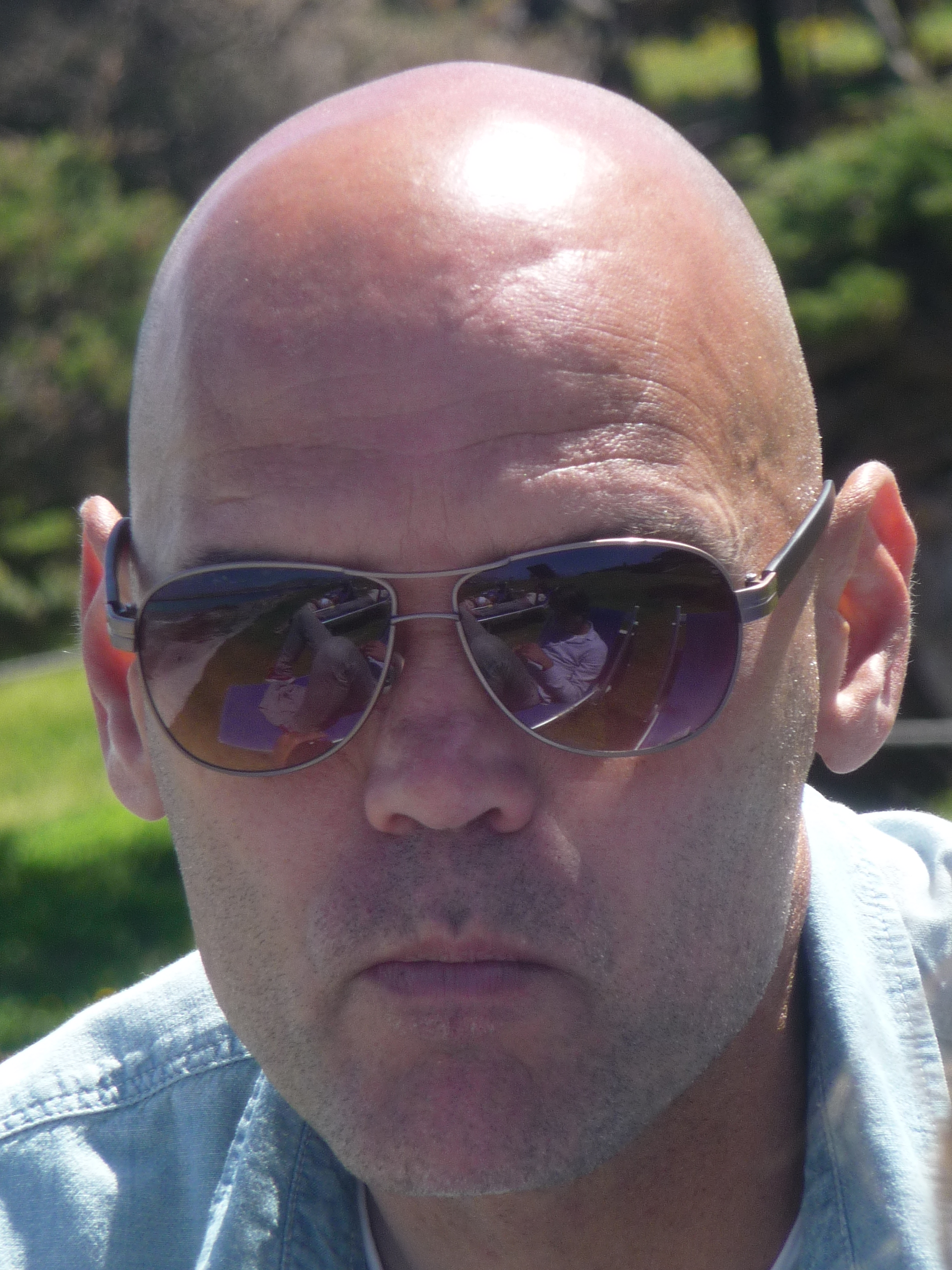
Юрген Стреппел тренировал «Аль-Джазиру» в 2019 году
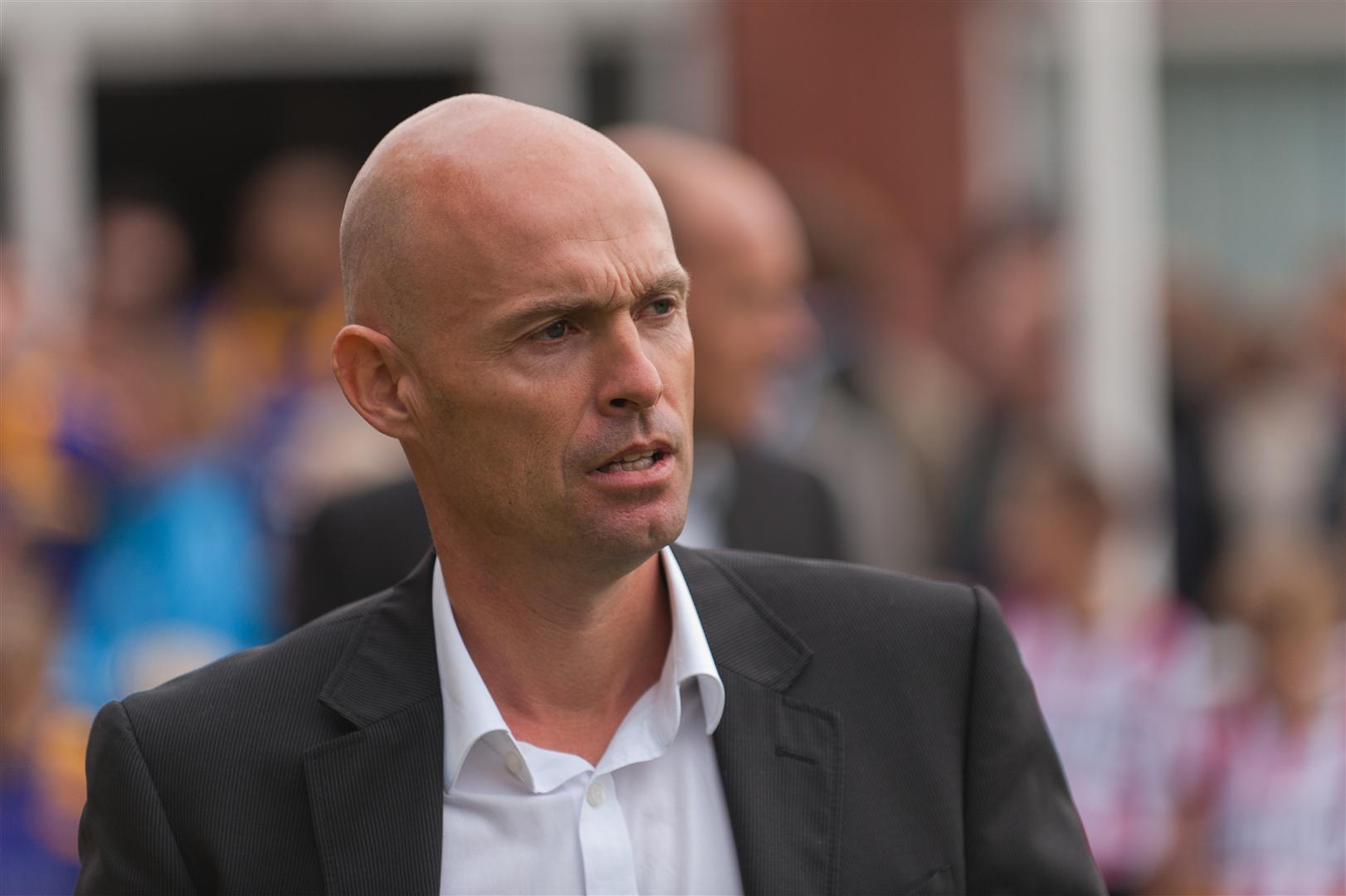
Марсел Кейзер тренировал «Аль-Джазиру» в 2018 году. Действующий тренер

## Форма

### Домашняя
| 2010/11 | 2017/18 | 2018/19 | 2020/21 | 2021/22 | 2022/23 |

### Гостевая
| 2010/11 | 2014/15 | 2017/18 | 2018/19 | 2020/21 | 2022/23 |

### Резервная
| 2014/15 | 2017/18 | 2021/22 |